# Світ Іван Васильович
Іва́н Васи́льович Сві́т (справжнє прізвище — Світланов) (27 квітня 1897, Старобільський повіт Харківська губернія — 8 березня 1989, Сієтл, США) — український журналіст, історик та громадсько-політичний діяч на Далекому Сході, міжнародно відомий філателіст.

## Життєпис
Походив із старої священничої родини Василя Світланова. Виріс в Куп'янському повіті, скінчив школу в Куп'янську (1913) та Харківську семінарію (1915). Навчався на фізико-математичному факультеті Харківського університету. Під час навчання в травні-червні 1916 здійснив поїздку по копальнях та заводах Катеринославщині та Донбасу з метою вивчення гірської промисловості. Пізніше відбув подібні поїздки на Кавказ та в інші місцевості.
В березні 1918 виїхав через Сибір до Далекого Сходу, звідки планував дістатися до Америки, але змушений був залишитися у Владивостоці. Влітку 1918 біля трьох місяців прожив у Японії, після чого повернувся до Владивостоку. Згодом деякий час працював на пароплаві, який курсував між Владивостоком та Японією. Протягом майже 10 місяців працював вільнонайманим службовцем в особовому та оперативному відділах Морського Штабі Сибірської військової флотилії у Владивостоці. Короткий час працював у відділі кордонної служби Управління Владивостоцької митниці, а пізніше, до вересня 1919 — у Військовому суді.
Восени 1919 розпочав журналістську діяльність в Сибірській телеграфній агенції, співпрацював в англійській часописі «Ехо», що виходила у Владивостоці, дописуючи на економічні та фінансові теми. Кореспондент газет «Далекая окраина» (1920), «Вечерняя газета» (1921–1922). Редактор-видавець газети «Рассвет» (Владивосток, 1920-22), редактор журналу «Восход» фінансово-економічної тематики. Видав два числа журналу «Далекосхідні ринки» англ. мовою. В 1922 видавав тижневу часопись сибірського обласницького руху «Полезные известия», яка містила також статті на українські теми. Працюючи у владивостоцькій пресі, поширював через телеграфні агенції інформацію про Україну та українців. Завідувач Українського Далекосхіднього прес-бюро при Українському революційному штабі у Владивостоці (1920), працівник української газети «Щире Слово». Член ревізійної комісії Українського Далекосхіднього крайового кооперативу «Чумак».
Від жовтня 1922 — на еміграції в Харбіні, де співпрацював в економічному бюро Південно-Маньчжурської залізниці. В цей час вийшли його праці з економічної проблематики — «Іноземний капітал в Маньчжурії» (англ. мовою — 1925, яп. мовою — 1926), «Іноземна інтервенція в Сибіру в 1918–1922 рр.» (яп. мовою, 1923, 250 стр.). В 1926–1927 — редактор журналу «Коммерческий телеграф», автор багатьох статей на економічні теми рос. та англ. мовами. В Харбіні також активно включився в місцеве українське громадське життя, спочатку в Союзі українських студентів, ревізійній комісії української православної парафії та в т. зв. «Окремій Групі (товаристві) для поглиблення української свідомості серед людей українського походження», член місцевого Союзу українських студентів. Член Ради, секретар (від 1928) т-ва «Просвіта», в 1934 виконував обов'язки його голови. В 1928–1929 — редактор української сторінки «Українське життя» в російськомовній китайській газеті «Гун-бао», в якій працював до 1932, згодом — в тижневику «Deutsche Mandschurische Nachrichten». Організатор Української видавничої спілки в Харбіні, в 1932-37 — редактор української газети «Маньджурський вістник». Співпрацював у львівській газеті «Діло» (1932–1937). Одночасно займався історичними дослідженнями, зібравши близько 1000 нотаток про українське життя на Далекому Сході від 1903 р. та започаткувавши 1934 працю над «Історією українського життя в Азії» та студії над проблемою Зеленої України. Видав декілька брошур з цієї теми та кольорову мапу Зеленої України (1937). Власник невеликої філателістичної крамнички. Голова ревізійного комітету Української православної церкви в Харбіні. На початку 1930-х — член Українського політичного центру (т. зв. «чвірки») — політичного проводу місцевої української колонії, який орієнтувався на екзильний уряд УНР в Європі. Один із організаторів і член управи (1934–1935) місцевої Спілки українських емігрантів. Член управи (1933–1935) і секретар (лютий-червень 1935) Українського Нац. Дому в Харбіні. Через особисті зв'язки поміж представниками Японської військової місії та влади Маньчжу-Ді-Го намагався популяризувати ідеї українського визвольного руху і скріплювати українські позиції в Маньчжурії, вирішуючи питання, пов'язані з діяльністю місцевих українських організацій. Значною мірою завдяки його зусиллям японська влада в 1933 повернула українцям будинок Українського Нац. Дому. Один із організаторів Української Нац. Колонії в Маньджу-Ді-Го (1935), організатор і голова клубу «Прометей» в Харбіні (1932-33, 1934-36). Намагався налагодити співпрацю поневолених Москвою народів, підтримував контакти з керівниками місцевих національних колоній, перш за все — татар та грузинів, був почесним гостем ІІ курултаю татар Східної Азії (1935). Критикував керівництво УНКолонії в Харбіні на чолі з Ю.Роєм за авторитарні тенденції, внаслідок чого в липні 1937 був виключений з Колонії і відновлений у членстві лише 5 березня 1939. 14 січня 1940 обраний секретарем УНК, але японська влада не допустила до роботи нову управу УНК.
Від 22 липня 1941 — в Шанхаї, де також брав активну участь в українському громадському житті. 5 жовтня 1941 обраний головою ревізійної комісії Української Нац. Колонії в Шанхаї, але взимку 1941-42 через внутрішні непорозуміння склав обов'язки голови ревізійної комісії і вийшов з організації. Член і голова Українського Нац. Комітету у Східній Азії (1942), Українського Представницького Комітету. Від літа 1946 — знов стає членом Української Нац. Колонії в Шанхаї, обраний членом її Управи, бере активну участь в праці її культурно-освітнього гуртка та благодійної секції, в зимі 1946-47 організував курси українознавства. В 1947 перебрав технічно ведення канцелярії УНК в Шангаї. Наприкінці липня 1948 обраний головою Українського Представницького? Комітету, голова Управи Українського клубу в Шанхаї (1948–1949). Редактор газети «The Call of the Ukraine» (1942), член редакції газети «Український голос на Далекому Сході» (1942–1944). Брав участь у підготовці видання першого в історії «Українсько-японського словника» (Харбін, 1944). Перебуваючи в Харбіні та Шанхаї, співпрацював в різних українських виданнях Європи та Америки, його статті друкувалися також в англійській та японській мовах. Перед загрозою захоплення Шанхаю китайським комуністичним військом в 1949 організував евакуацію місцевих українців на Філіппіни. Сам виїхав одним із останніх 29 квітня 1949 на Тайвань (Формоза), де займався науковими дослідженнями та зібрав цінні матеріали з історії та географії Зеленого Клину.
Наприкінці лютого 1951 виїхав з Формози через Японію до м. Джуно на Алясці (США), де прожив два роки. В листопаді 1952 відбув поїздку через Канаду до Нью-Йорку, протягом якої виступав із доповідями про українське громадське життя в Азії у Ванкувері, Калгарі, Едмонтоні, Саскатуні, Ріджайні, Йорктоні, Брентоні, Вінніпезі, Торонто, Гамильтоні. Пізніш жив у Нью-Йорку та Сієтлі. Член-кореспондент УВАН у Нью-Йорку (від 1962) член Українського історичного товариства та Союзу українських філателістів.
Автор багатьох праць з історії українського громадського життя на Зеленому Клині та в Китаю, які друкувалися в українських виданнях у США («Наукові Збірники УВАН», «Український історик», «Український квартальник», «Альманах УНСоюзу», «Свобода» тощо). Активно співпрацював в «Енциклопедії українознавства». Підготував монографію про життя та діяльність о. А.Гончаренка, рукопис дослідження «Дам'ян Многогрішний, гетьман України, на засланні в Сибіру, 1672–1701». Від 1934 року працював над великою багатотомною фундаментальною працею про історію українських подорожей і поселень на Далекому Сході «Українці в Азії» (I том — 1248–1890, II том — 1890–1922, III том (1922–1949), до якої зібрав величезний документальний і мемуарний матеріал. Однак ця праця так і не була видана, залишившись у рукопису. Автор понад 2 тис. статей та нотаток, книжок та брошур українською, російською, англійською та японською мовами.

## Твори
- Железо, газ и электричество на ЮМЖД // Экономический вестник КВЖД. Харбин, 1924;
- Ипотечный кредит Маньчжурии. Харбин, 1923; «Іноземний капітал в Маньчжурії» // КВЖД та Північна Маньчжурія" (англ. — 1925 та яп. — 1926 мовами). Харбін;
- Чужинна інтервенція на Сибіру в 1918–1922 рр. (250 стор., яп. мовою). Харбін, 1923;
- Китайський капітал в Маньчжурії (125 стор., в рукопису); Економічні наслідки Портсмутського миру; Порты Маньчжурии. Харбин, 1926;
- Украинский Дальний Восток. Харбін, 1934; Український Національний Дім. Харбін, 1936;
- Українсько-японські взаємини. 1903–1945. Історичний огляд і спостереження. Нью-Йорк, 1973;
- Український Далекий Схід. З передмовою і доповненнями В.Кийовича. Вид. Інституту Океанічної України. Хабаровськ-Одеса, 1944; Зелена Україна. Короткий історичний нарис українського політичного і громадського життя. Ню-Йорк-Шангай, 1949;
- Суд над українцями в Читі (1923–1924 роки). Лондон, 1964;
- 1917 рік на Далекому Сході // Календар-альманах УНСоюзу на 1967 р. Джерзі-Ситі, 1967;
- Українська молодь Далекого Сходу // Визвольний шлях. 1976. № 2; УНСоюз і Далекий Схід // Ювілейний альманах у 75-річчя УНС. 1894–1969. Джерзі-Сіті — Нью-Йорк, 1969;
- «Свобода» і Далекий Схід // Альманах-календар УНСоюзу на 1973 р. Джерзі-Ситі. 1973; Український консулят в Харбіні // Календар «Свободи» на 1957 рік. Джерзі Ситі, 1957;
- Українське військо в Маньчжурії // Календар «Червоної Калини». Львів, 1937;
- Український штаб у Владивостоці (Зі спогадів про український рух на Далекому Сході) // Літопис Червоної Калини. Львів, 1938;
- Втікачі-українці в Манджурії // Альманах Українського народного союзу на рік 1980. Джерзі Ситі — Ню-Йорк;
- Українська церква в Хинах // Український Православний Календар. Бавнд-Брук, 1955;
- Св. Інокентій Іркутський // Православний календар. Бавнд Брук на 1956 р.;
- Українці в Пекінській Духовній місії // Православний календар. Бавнд Брук на 1957 р. С.100-106;
- Українська церква в Китаї // Український православний календар на 1973 р. Видання Української православної церкви в США; Український потенціял в Азії // Українці у вільному світі. Ювілейна книга Українського народного союзу: 1894–1954 рр.; З Далекосхідніх спогадів // Альманах Українського народного союзу на 1966 р.;
- Шевченко в Ніппон і Хінах // Шевченко. Річник IV. Нью-Йорк. УВАН. 1955;
- Шевченкові роковини в Азії // Шевченко-збірник. УВАН. 1961. Ч.8-9;
- Клюб «Прометей» у Харбіні // Українські вісті. 1962.Ч.20; Український Далекий Схід // Україна. 1992. № 4; Зелена Україна (назва і межи) // На слідах; Японська література та переклади з неї.
- Світ І. Федір Павлович Матушевський (1869–1919) / «Український історик», 1978, № 01-03
- Скорочена історія українського руху на Далекім Сході /Азія/” (Харбін, 1938)